# Олесниця (Поддембицький повіт)
Олесниця (пол. Oleśnica) — село в Польщі, у гміні Далікув Поддембицького повіту Лодзинського воєводства.
Населення — 135 осіб (2011).
У 1975-1998 роках село належало до Серадзького воєводства.

## Демографія
Демографічна структура станом на 31 березня 2011 року:
|          | Загалом | Допрацездатний вік | Працездатний вік | Постпрацездатний вік |
| -------- | ------- | ------------------ | ---------------- | -------------------- |
| Чоловіки | 68      | 14                 | 46               | 8                    |
| Жінки    | 67      | 14                 | 36               | 17                   |
| Разом    | 135     | 28                 | 82               | 25                   |